# Krzyż gwiaździsty
Krzyż gwiaździsty – popularna w XIX wieku w Polsce nazwa Orderu Legii Honorowej.
Najbardziej znane w literaturze użycie tego pojęcia pojawiło się w Panu Tadeuszu Adama Mickiewicza. Podkomorzy tak mówił w Księdze 11. „Rok 1812”:

Co się tycze Legiji Honorowej krzyża,
Że późno przyszedł, nic to sławie nie ubliża;
Jeśli Jackowi nie mógł służyć ku ozdobie,
Niech służy ku pamiątce, wieszam go na grobie.
Trzy dni tu będzie wisiał, potem do kaplicy
Złoży się jako wotum dla Boga Rodzicy".
To powiedziawszy, order wydobył z pokrowca
I zawiesił na skromnym krzyżyku grobowca
Uwiązaną w kokardę wstążeczkę czerwoną
I krzyż biały gwiaździsty ze złotą koroną;
Przeciw słońcu promienie gwiazdy zajaśniały
Jako ostatni odbłysk ziemskiej Jacka chwały.

Formę pięcioramiennego krzyża gwiaździstego, na wzór Legii Honorowej, przyjęło wiele orderów ustanowionych w XIX i XX wieku. W PRL m.in. Order Zasługi PRL, Order Sztandaru Pracy. 
W III Rzeczypospolitej: Order Zasługi RP, 